# Xiao Hong (krater)
Xiao Hong är en nedslagskrater med en diameter på 38 kilometer, på planeten Venus. Xiao Hong har fått sitt namn efter den kinesiska författaren Xiao Hong